# Râul Puțul lui Andrei
Râul Puțul lui Andrei este un râu din România, afluent al râului Valea Albă.